# TW 3000
Der TW 3000 (Herstellerbezeichnung GTZ6-H) ist ein Fahrzeugtyp für die Stadtbahn Hannover. Die Fahrzeuge wurden im Zeitraum von 2013 bis 2020 von einem aus zwei Unternehmen bestehenden Konsortium hergestellt. Sie sollten die 1974 bis 1993 beschafften Triebwagen TW 6000 ersetzen, was aber durch Mehrbedarf an Triebfahrzeugen nicht geschah.

## Beschreibung
In den Abmessungen entsprechen die Wagen der Serie TW 3000 in etwa denen der zwischen 1997 und 2000 beschafften Serie TW 2000, sie haben eine Breite von 2,65 m und eine Länge von circa 25 m. Sie haben auf jeder Wagenseite vier Doppel-Schwenk-Schiebe-Türen. Anders als der TW 2000 ist der TW 3000 aber nur zweigliedrig, was zu einer breiteren Hüllkurve führt. Die beiden Wagenkästen sind unterschiedlich lang, der längere A-Teil hat 2 Drehgestelle, der kürzere B-Teil nur eines, er ist auf den A-Teil aufgesattelt.
Auch die Wagen der Serie TW 3000 sind wie die anderen Fahrzeuge der Stadtbahn Hannover Hochflur-Fahrzeuge mit ebenem Wagenboden ohne störende Radkästen, Stufen und Anrampungen. Im Unterschied zu den Serien TW 6000 und TW 2000 haben die Wagen der Serie TW 3000 keine Klapptrittstufen, was die Anschaffungs- und Unterhaltungskosten reduziert. Sie können daher nur auf Linien eingesetzt werden, deren Haltestellen vollständig mit Hochbahnsteigen ausgestattet sind.
Die 39,8 Tonnen schweren Stadtbahnen haben durch eine effiziente Energierückgewinnung einen circa 15 Prozent niedrigeren Energiebedarf als das Vorgängermodell. Die vier Motoren haben eine Leistung von jeweils 125 kW. Es gibt wie beim TW 2000 Bildschirme für das Fahrgastfernsehen. Ein farbiges Lichtkonzept ermöglicht drei verschiedene Beleuchtungen: eine wärmende gelbe Farbe für kühle Tage, ein kühles Blau für warme Tage und ein beruhigendes Grün für Veranstaltungsverkehre.
Die Drehgestelle führen wegen der gummigefederten Räder mit Radschallabsorbern und Schallschutzkästen zu geringeren Geräuschemissionen.
50 Fahrzeuge der Serie wurden bis 2020 mit einem Kollisionswarnsystem auf Kamera- und Radarbasis mit Warn- sowie Bremseingriffsfunktion nachgerüstet.
Die Sitze sind sowohl in klassischer Abteilanordnung als auch in Längsbestuhlung verbaut. Während die Sitze hinter den Fahrerbereichen quer eingebaut sind, finden sich im Mittelteil Längssitze, zwischen den Türen eines jeden Wagenteiles sind jeweils auf einer Seite Klappsitze eingebaut.

## Anschaffung

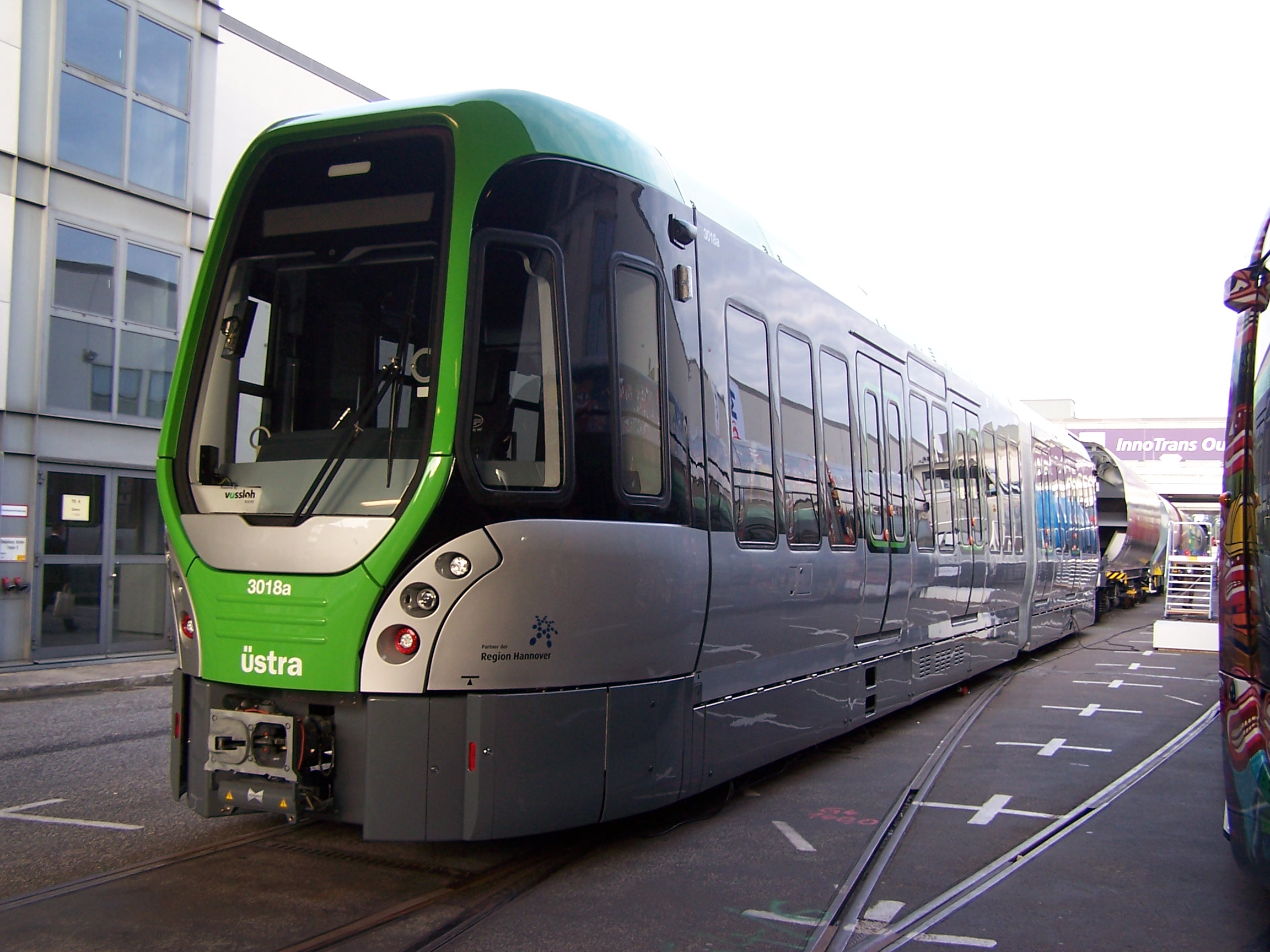
Triebwagen 3018 der Serie TW 3000 auf der InnoTrans 2014 in Berlin

Bei einer europaweiten Ausschreibung gaben drei Hersteller Angebote ab. Die Üstra entschied sich für ein Konsortium der Anbieter Alstom Transport Deutschland (Fahrgestelle und Räder) und Vossloh Kiepe (elektrische Ausstattung). Die HeiterBlick GmbH in Leipzig lieferte als Subunternehmer die Wagenkästen und übernahm den Zusammenbau der Komponenten. HeiterBlick baute die Wagenkästen jedoch nicht selbst, sondern ließ diese durch die Weitergabe an Unterauftragnehmer fertigen. Da der Hersteller Bombardier wegen des Ergebnisses der Ausschreibung die Vergabekammer angerufen hatte, musste die letzte Runde des Ausschreibungsverfahrens wiederholt werden. Danach erhielt wieder das Konsortium den Zuschlag. Die ursprünglich ab 2012 geplante Auslieferung verzögerte sich dadurch um ein Jahr. Das erste Fahrzeug wurde am 15. November 2013 ausgeliefert, Anfang 2014 sollte ursprünglich der Einsatz im Liniendienst beginnen.
In einer ersten Tranche ab 2013 wurden zunächst 50 Fahrzeuge für 126 Millionen Euro bestellt, wobei sich das Land Niedersachsen über die Landesnahverkehrsgesellschaft (LNVG) zur Hälfte an den Kosten beteiligte. Im November 2012 gab die Üstra bei der Vorstellung eines überarbeiteten Modells vor Aufnahme der Fertigung bekannt, dass sie beim Land einen Förderantrag für die Anschaffung einer zweiten Serie von 50 Einheiten gestellt habe. Da die Entwicklungskosten bei dieser Serie entfallen, sollen die Anschaffungskosten über 10 Millionen Euro unter denen der ersten Serie liegen. Anlässlich der Auslieferung des ersten Fahrzeugs teilte die Üstra die Auftragserteilung für die zweite Serie mit, die bis 2018 gebaut werden sollte. Für weitere 46 Fahrzeuge bestand eine Option. Am 1. Juni 2017 löste die Üstra die zweite Option auf ein drittes Lieferlos über 46 TW 3000 ein. Bis Ende 2019 sollten alle ursprünglich vorgesehenen 146 Wagen dieser Serie ausgeliefert sein. Vier zusätzliche Wagen konnte die Üstra aus einer Rückvergütung finanzieren, die sie aufgrund von Qualitätsmängeln vom Herstellerkonsortium erhalten hatte. Im März 2018 gab die Üstra die Bestellung weiterer sieben Fahrzeuge bekannt.
Die Vorstellung des TW 3000 fand am 7. März 2014 auf dem Betriebshof Glocksee statt, die Inbetriebnahme war für Mitte März 2014 vorgesehen. Wegen fehlerhafter Schweißnähte konnte der TW 3000 jedoch vorerst nicht eingesetzt werden. Stichproben der Üstra ergaben gravierende Mängel bei 55 % der Fahrzeuge. Aufgrund dieser Probleme wechselte HeiterBlick den Hersteller der Wagenkästen. Nachdem zuerst ein Unternehmen aus Salzgitter die Wagenkästen gefertigt hatte, übernahm dies dann ein Unternehmen aus Dessau. Die Fahrzeuge 3001 bis 3018 wurden im Laufe des Jahres 2015 vom Hersteller in einer Werkstatthalle der Üstra in Hannover repariert.
Beim TW 3000 setzte die Üstra im Unterschied zu den Vorgängermodellen verstärkt auf diverse Kooperationen in Form von Bürgerbeteiligungen, um Qualitätsansprüche im Vorfeld zu identifizieren und abdecken zu können. So konnte sich im Grunde jeder Bürger für Testsitzungen bewerben, allerdings wurde hierbei vollkommen außer Acht gelassen, welche Eigenschaften die Sitze im Fahrbetrieb aufweisen müssen, speziell beim Beschleunigen und Abbremsen. Dies führte nach der Einführung zu teils massiver Kritik an den verbauten Sitzen, da diese praktisch keinerlei rutschhemmende Eigenschaften aufwiesen. Eine Nachbesserung wurde im Jahr 2016 von der Üstra als nicht realisierbar zurückgewiesen. Man versuche, derartige Fehlplanungen bei zukünftigen Modellen zu vermeiden.
Das ursprünglich bis Mitte der 2020er Jahre gestreckte Beschaffungsprogramm für insgesamt 146 Fahrzeuge sollte eine Netzanpassung und schrittweise Außerbetriebnahme der Wagen der Baureihe TW 6000 ermöglichen sowie den Finanzbedarf auf einen längeren Zeitraum verteilen. Allerdings wurde wegen steigenden Fahrzeugbedarfs für längere Züge und Verstärkerfahrten mittlerweile der Fuhrpark vergrößert, die neuen Fahrzeuge konnten die TW 6000 also nicht, wie ursprünglich vorgesehen, vollständig ersetzen. Durch Streckenverlängerungen und längere Züge auf weiteren Linien ist davon auszugehen, dass der Fuhrpark weiter vergrößert werden wird. Im August 2016 umfasste der Fuhrpark bereits 302 Stadtbahnwagen. Im März 2018 waren es schon 323 und im November 2018 330 Wagen.
Der 100ste Wagen wurde Anfang Oktober 2018 angeliefert. Seit Mitte November 2018 wird er im Linienverkehr eingesetzt.
Der 153ste und letzte Wagen wurde am 2. Juli 2020 an die Üstra ausgeliefert und am 30. Juli 2020 zum ersten Mal im Linienverkehr eingesetzt.

## Weiterentwicklung
Die Fahrzeuge der zweiten Serie ab Nummer 3051 weisen ein paar Unterschiede zur ersten Serie auf. So ist die Anzeige der Kursnummer vom Fahrerkabinen-Seitenfenster in die Frontscheibe versetzt worden. Der Bodenbelag ist im Bereich der Sitze anthrazit statt bisher beige. Die Sitze verzichten nun auf die charakteristische umlaufende grüne Kante. Alle Einzelsitze (in den je vier Ecken eines jeden Wagenkopfes) sind nun breiter als bisher. Manche Wagen verfügen über kurze Rückenlehnen hinter den Einzelklappsitzen. Die Fahrzeuge ab Nummer 3061 sind mit der neuen Wort-Bild-Marke der Üstra versehen, die vorherigen Wagen trugen noch die aus den 1990er Jahren wie die TW 2000.

## Probleme
Bei den TW 3000 werden (trotz Nachbesserung) enge, zu schmale und rutschige Sitze bemängelt.
Ab der Seriennummer 3050 wurden die Sitze aufgeraut, um für besseren Halt zu sorgen.

## Einsatz

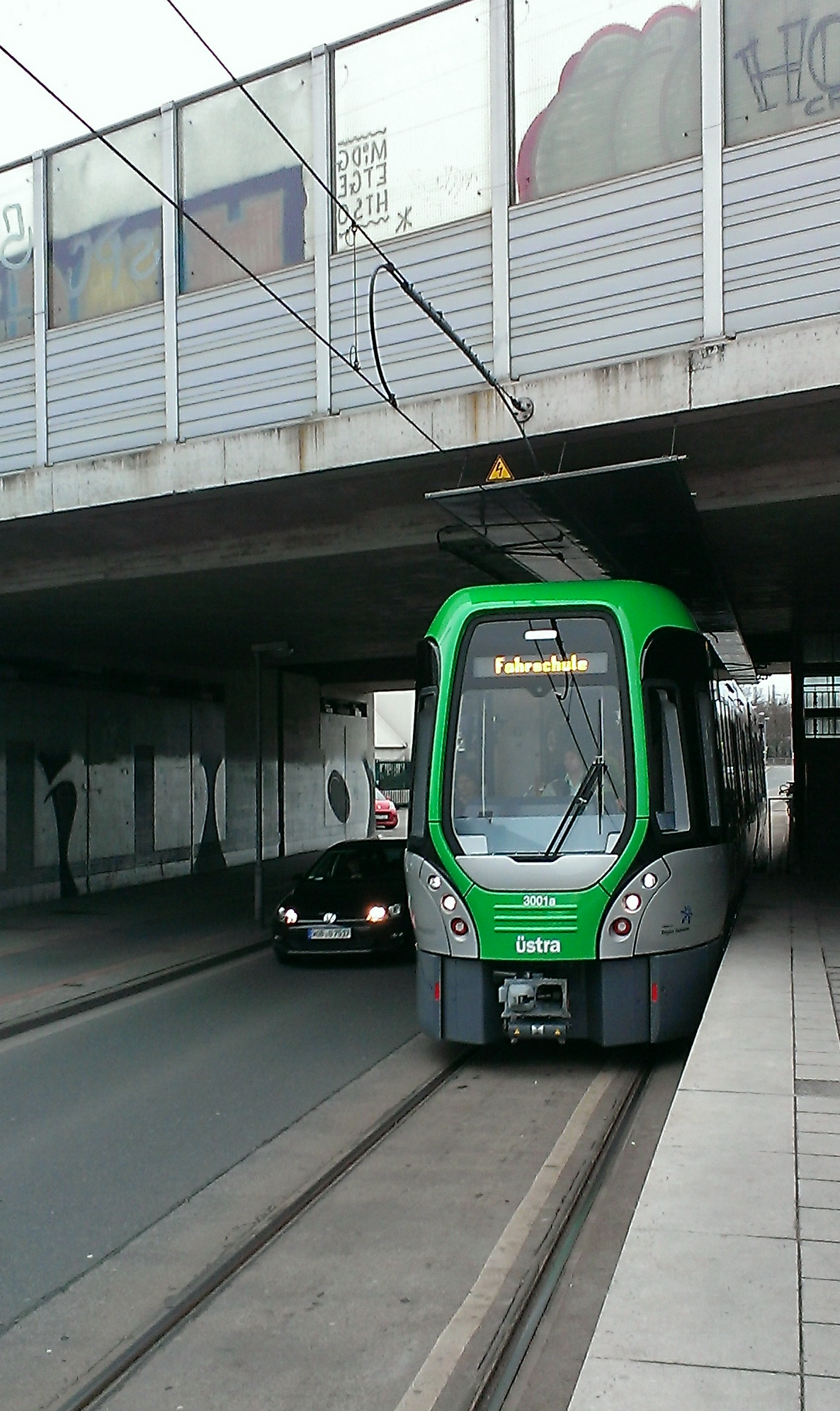
Fahrschulzug der Baureihe TW 3000 an der Haltestelle Bahnhof Linden/Fischerhof in Hannover

Der erste Einsatz im Planbetrieb erfolgte am 15. März 2015 auf der Linie 7. Als Voraussetzung für den planmäßigen Einsatz müssen auf den Strecken alle Haltestellen mit Hochbahnsteigen und die befahrenen Kehranlagen mit Hilfspodesten ausgestattet sein. Bisher sind die Strecken der Linien 2, 3, 4, 5, 7, 8, 11 und 17 vollständig mit Hochbahnsteigen ausgestattet. Außerdem erfordert der Einsatz von TW 3000, genau wie für den Einsatz von TW 2000, einen durchgehenden Ausbau für 2,65 m breite Fahrzeuge.
Seit Sommer 2015 wurden auf der Linie 3 zunächst einzelne Züge des Typs TW 3000 eingesetzt. Seit Dezember 2015 gibt es erste Drei-Wagen-Züge auf der Linie 7. Die Linie 7 fährt seitdem meist ausschließlich mit TW 3000.
Bei Bauarbeiten an den Hochbahnsteigen, wie 2016 an der Haltestelle Oldenburger Allee, werden teilweise als Ersatz Tiefbahnsteige angelegt, so dass in dieser Zeit ein Betrieb mit TW 3000 nicht möglich ist.
Seit dem Fahrplanwechsel am 12. Dezember 2016 gibt es Einsätze vom TW 3000 auf der Linie 4. Im März 2017 fuhr der TW 3000 erstmals auf der Linie 18, im Juni 2017 auf der Linie 16.
Seit Oktober 2017 ist auf der Strecke der Linie 5 der Gleisabstand für 2,65 m breite Wagen durchgehend hergestellt, sodass nach Beendigung der Bauarbeiten am Hochbahnsteig Tiergarten seit dem 9. März 2018 der TW 3000 erstmals auf der Linie 5 fuhr. Zum Fahrplanwechsel 2018 fuhren erstmals einzelne Kurse der Linie 5 morgens als 3-Wagen-Zug TW 3000.
Seit Anfang 2019 wird der TW 3000 auch wieder auf der Linie 3 eingesetzt, während die Linien 4, 5 und 7 größtenteils mit TW 3000 betrieben werden.
Da aufgrund von Bauarbeiten die Haltestelle Humboldtstraße von August bis 15. Dezember 2019 nicht bedient werden konnte, war der Einsatz von TW 3000 auch auf der Linie 17 möglich. Die Einsätze auf der Linie 17 blieben damals aber selten.
Am „Gratis-fahr’n-Tag“, dem 30. November 2019 gab es Einsätze auf einer Verstärkerlinie von Peiner Straße bis Dragonerstraße.
Seit dem 15. Dezember 2019 wird der TW 3000 auch auf den Linien 2 und 8 eingesetzt, bei ersterer allerdings nur auf Kursen bis Peiner Straße und Laatzen/Ginsterweg, da die Haltestellen Rethen, Rethen/Nord und Rethen/Steinfeld lediglich über Tiefbahnsteige verfügten.
Im Januar 2020 fuhr erstmals ein Vier-Wagen-Zug TW 3000 auf der Linie 8.
Der TW 3000 fährt wieder auf der Linie 17, seitdem ab 11. Mai 2020 die Haltestelle Humboldtstraße erneut aufgehoben war. Die Linie 17 kann seit Dezember 2020 auch im Regelbetrieb mit den TW 3000 befahren werden, da der neue Hochbahnsteig Humboldtstraße eröffnet wurde.
Der Hochbahnsteig am Hannover Congress Centrum wurde im November 2020 betriebsbereit, seit Dezember 2020 fahren auf der Linie 11 auch die TW 3000.
Im Dezember 2023 fuhr erstmals ein TW 3000 auf dem neuen Streckenabschnitt nach Hemmingen, ein Einsatz auf der Linie 13 kommt wegen der Tiefbahnsteige im nördlichen Ast nach Fasanenkrug nicht in Frage.
Seit August 2024 kann der TW3000 auf allen Kursen der Linie 2, die von nun an nach Gleidingen verlängert ist, eingesetzt werden. Der Y-Verkehr der Linien 2 und 8 wird nun mit TW3000 gefahren.
Als Nächstes sollen folgende Linien für den Einsatz von TW 3000 ausgebaut werden:
- Linie 6: Der südliche Abschnitt (D-Süd) wurde bereits mit Hochbahnsteigen errichtet. Auf dem nördlichen Abschnitt (C-Nord) fehlt noch die Haltestelle Bahnhof Nordstadt. Die Fertigstellung ist bis Mitte der 2020er Jahre geplant.
- Linie 13: Die im Dezember 2023 neu gebildete Linie 13 befährt neben dem neuen bereits mit Hochbahnsteigen errichteten Ast nach Hemmingen den Ast zum Fasanenkrug. Hier müssen noch drei Haltestellen mit Hochbahnsteigen ausgerüstet werden, nämlich Ludwig-Sievers-Ring (als Ersatz für Bothfelder Kirchweg), Stadtfriedhof Bothfeld und die Endhaltestelle Fasanenkrug.

Noch nicht konkret sind die Planungen für die übrigen Linien.
- Linie 10: Zurzeit gibt es noch drei Haltestellen ohne Hochbahnsteige, alle sollen bis Mitte der 2020er Jahre barrierefrei ausgebaut sein.

Auf den Linien 1 und 9 sind noch zahlreiche Haltestellen ohne Hochbahnsteig vorhanden, deren Ausbau im Nahverkehrsplan 2015 nicht erwähnt wird, sodass hier noch auf unabsehbare Zeit Triebwagen mit Klapptrittstufen eingesetzt werden müssen.